# Sebastián Vizcaíno
Sebastián Vizcaíno (Extremadura, 1547 o 1548 - Ciutat de Mèxic, 1627), va ser un comerciant, militar, explorador i diplomàtic d'Espanya conegut per haver realitzat un viatge per cartografiar les costes de l'oceà Pacífic a la zona de l'actual Califòrnia i per haver estat el primer ambaixador d'Espanya al Japó.

## Biografia
Va néixer el 1547 o 1548, però es desconeix el seu lloc de naixement. La versió més estesa considera que Vizcaíno era natural d'algun lloc d'Extremadura, per ser aquesta la regió espanyola de la qual van partir bona part dels conqueridors d'Amèrica. Però hi ha altres versions, com la que afirma que podia haver estat natural de Huelva o, fins i tot, basc, considerant que Vizcaíno no era un cognom sinó un gentilici, que indicaria que l'explorador hauria nascut a Biscaia. També es desconeix l'origen familiar o condició social, tot i que està força estesa la hipòtesi que l'explorador estava emparentat amb el virrei de Nova Espanya, Luis de Velasco i Castilla, qui va afavorir la seva carrera de manera notable, i amb el qual es creu que podria tenir algun vincle familiar.

### Carrera militar i activitats comercials
El 1580 va participar en la invasió de Portugal, al capdavant d'una tropa de cavalleria. El 1583 es va traslladar a Nova Espanya (Mèxic) i el 1586 va viatjar a Manila, Filipines, on es va dedicar al comerç i va servir en la milícia. Va tornar el 1589 a Mèxic, on va obtenir grans guanys en vendre les mercaderies que havia adquirit a l'Orient.
El 1593 va aconseguir la disputada concessió per a la pesca de perles a la riba occidental del golf de Califòrnia (mar de Cortés). Va aconseguir navegar amb èxit, entre juny i novembre de 1596, amb tres naus fins a La Paz (avui a la Baixa Califòrnia Sud). Li va donar el nom actual (conegut per Hernán Cortés com Santa Creu) i va intentar establir allí una colònia des de la qual explorar el litoral del golf. No obstant això, els problemes d'abastiment, la disminució de la moral i el foc, aviat van forçar el seu abandonament. També es va convertir en diplomàtic.

### L'exploració de la costa de Califòrnia
El primer navegant europeu que va recórrer les aigües de les costes de l'oceà Pacífic de les Califòrnies, fins a arribar a la part nord de l'actual estat californià, havia estat el navegant portuguès al servei de la Corona espanyola Juan Rodríguez Cabrillo el 1542.
El març de 1602, Gaspar de Zúñiga y Acevedo, virrei i comte de Monterrey, el va nomenar general per a dirigir l'exploració del litoral californià a la recerca de ports de refugi segurs per al galió de Manila, també anomenat la Nao de la Xina, que anualment feia el viatge de tornada des de Manila a Acapulco. Des del 5 de maig d'aquell any fins al 21 de febrer de 1603 va comandar tres navilis - San Diego, la nao capitana, Sant Tomàs i Tres Reis- amb els quals va explorar el litoral americà des del port d'Acapulco fins a més al nord del cap Mendocino, acompanyat pels cosmògrafs Geronimo Martín Palacios i els frares carmelitans, Andrés de l'Assumpció, Antonio de l'Ascensió i Tomàs d'Aquino. Durant aquest viatge van fixar la toponímia corresponent, van aixecar cartes i mapes i preparar camins i diaris detallats de la costa, que serviran per a la navegació d'aquests llocs fins a finals del segle xviii. Els seus aixecaments de les costes californianes són admirables per la precisió i exactitud dels detalls i destaca per ser la primera persona a assenyalar certes característiques ecològiques de la costa californiana, com els boscos de xiprer de Monterrey de punta Lobos. Va desembarcar diverses vegades a Califòrnia i es va internar terra endins, encara que va haver de retrocedir per l'hostilitat dels natius.
Van fixar la toponímia dels principals accidents geogràfics, com punta Lobos, illa Santa Catalina, vall de Carmel, badia de Monterey, punta Serra o punta Coyote. Alguns ports i badies que havien estat nomenats per Rodriguez Cabrillo gairebé seixanta anys abans, van ser reanomenats per Vizcaíno durant el seu viatge, com per exemple els ports d'Ensenada, a l'actual Mèxic, i San Diego (Califòrnia), als quals Cabrillo havia anomenat Sant Mateu i Sant Miquel, respectivament. Vizcaíno va canviar el nom de San Diego en coincidir la festivitat del santoral cristià del dia en què va arribar a la badia, el 10 de novembre de 1602, amb el nom del seu propi vaixell.
El comandant de la nau Tres Reis, Martín d'Aguilar, es va separar de Vizcaíno i va continuar per la costa en direcció nord fins a arribar a les costes de l'actual estat d'Oregon.
Un dels resultats del viatge de Vizcaíno va ser un creixent entusiasme per establir un assentament espanyol a Monterrey, el qual finalment no es va realitzar fins 167 anys més tard.
Les exploracions de Vizcaíno van ser recollides per Martín Fernández de Navarrete a la  Col·lecció de les navegacions i descobriments dels espanyols de fins del segle xvi .

### Carrera política
Va ser nomenat General dels galions de Manila el 1603, privilegi que se li va canviar el 1604 per l'alcaldia major de Tehuantepec, Mèxic, on va acabar la carretera per unir les dues costes mexicanes des de Coatzacoalcos, al golf de Mèxic, fins Tehuantepec, a la costa del Pacífic, una construcció iniciada per Hernán Cortés.
El 1607 va rebre la comanadoria vacant de la província d'Ávalos. Desitjosa la Corona espanyola d'establir relacions comercials amb el Japó, el 1611 va ser nomenat per Felip III ambaixador davant d'aquesta cort, el primer europeu a ostentar aquest càrrec al Japó.
El març de 1611 va salpar des d'Acapulco a bord de la nau Sant Francesc en direcció al Japó, on va establir ambaixada amb l'emperador Go-Mizunoo, va cartografiar les costes d'aquell imperi i va buscar, sense èxit, les mítiques illes fabuloses de Rica d'Or i Rica de Plata. Va tornar a Nova Espanya el gener de 1614 en el vaixell japonès San Juan Bautista, un viatge del que es va escriure un relat.

### De retorn a Mèxic
Al seu retorn es va retirar a Sayula, Jalisco, per administrar els seus béns. L'octubre de 1615 va encapçalar una tropa a la costa de Colima que va rebutjar als corsaris neerlandesos de Joris van Spilbergen, que intentaven prendre aigua i provisions al poblat de Salahua. Aquesta escaramussa és coneguda com la batalla del Port de Santiago.
Com a resultat dels serveis prestats a la Corona espanyola va ser nomenat alcalde major d'Acapulco. El 1619 va deixar l'administració dels seus béns en mans dels seus fills i es va retirar a viure a la Ciutat de Mèxic, on va morir el 1627.

## El seu llegat
Diversos llocs a la costa que ell va explorar van ser nomenats en el seu honor: la badia Sebastià Vizcaíno, a la costa oriental de la península de Califòrnia o el desert del Vizcaíno, a la mateixa zona d'aquesta península. El segle XX es varen declarar dues àrees protegides amb el seu nom: el 1988 la Reserva de la Biosfera de Vizcaíno i el 1993 el Santuari de balenes del Vizcaíno, ambdues a la Baixa Califòrnia Sud.
A més, les ciutats de San Diego, Ensenada i La Paz, així com el comtat de Monterey californià encara mantenen els noms amb els quals varen ser batejats.